# دمرو (المحلة الكبرى)
دمرو السادات، قرية رئيسية بمركز مركز المحلة الكبرى في محافظة الغربية بجمهورية مصر العربية. كانت تُعرف سابقاً بـ دمرو خمارة، وتُعرف بين العامة باسم دمرو اختصاراً.

## التاريخ
هي قرية قديمة أصلها دمرو الكنايس وردت في التحفة بأسماء البلدان باسم دمرو الخمارة وفي كتاب الانتصار باسم دمرو الحمام. وفي تاريخ 1228هـ/1813م الذي عدّ قرى مصر بعد المسح الذي قام به محمد علي باشا باسم «دمرو». ذكرها علي مبارك في كتابه الخطط التوفيقية باسم دمرو طنبادة وذكر أنها من قرى مديرية الغربية بقسم المحلة الكبرى، وأن بها جامع بمنارة، وماكينتان لري الزراعة.
أصبحت ترد باسم دمرو الخمارة من سنة 1236 هـ، لاستهجان الاسم غير اسمها إلى دمرو السادات وهو الاسم الذي وردت به في تقدير 2018.

## التعليم
تصل نسبة الأمية في القرية إلى 55.82% بين من تجاوزوا العاشرة من عمرهم، بينما تصل نسبة من حصلوا على تعليم جامعي إلى 1.64% من جملة السكان.

## السكان
بلغ عدد سكان دمرو 11,977 نسمة حسب تقدير عام 2018.
| السنة  | 1882 | 1897 | 1907 | 1927 | 1947 | 1960 | 1976 | 1986 | 1996 | 2006  | 2018   |
| ------ | ---- | ---- | ---- | ---- | ---- | ---- | ---- | ---- | ---- | ----- | ------ |
| القرية | 565  | 1651 | 1743 | 2084 | 2555 | 3525 | 5080 | 7129 | 7823 | 9,152 | 11,977 |